# Maikel Naujoks
Maikel Hermann Naujoks García, deportivamente conocido como Maikel (Iserlohn, Alemania, 18 de marzo de 1976) es un exfutbolista y entrenador hispano-alemán. Jugaba como delantero y su último equipo fue la S. D. Compostela del Grupo Norte de la Preferente Autonómica de Galicia.

## Trayectoria
Hijo de padre alemán y madre española, Maikel Naujoks nació en 1976 en Iserlohn, por entonces Alemania Occidental. Empezó su carrera futbolística en las categorías inferiores del Arosa SC, llegando a jugar algunos partidos con el primer equipo en Tercera División. En 1993 se incorporó al fútbol base del  Deportivo de La Coruña. Debutó con el primer equipo en Primera División en la última jornada de la temporada 1995/96, el 26 de mayo de 1996, ante el FC Barcelona. Maikel saltó al terreno de juego en el minuto 61 para reemplazar a Bebeto, que se despedía de Riazor tras cuatro años como blanquiazul. Durante las dos siguientes campañas alternó el Deportivo B con el primer equipo. A pesar de sus buenos registros en el filial durante estos dos años -27 goles- con el primer equipo solo anotó un gol en 16 partidos de liga. 
Sin opciones para hacerse un hueco en el primer equipo del Deportivo, la temporada 1998/99 empezó un largo peregrinaje por varios clubes, empezando con una cesión al CD Toledo de Segunda División. La siguiente campaña fue traspasado al Xerez CD, que en un primer momento lo cedió a la SD Eibar. Sin embargo, se marchó del club armero una semana después de su llegada, tras una discusión con el técnico Blas Ziarreta, por lo que terminó jugando la temporada 1999/00 en Segunda B con el Xerez.
El verano de 2000 fue cedido al Getafe CF, de Segunda División. Fue el máximo goleador del equipo, con 11 tantos en 32 partidos, que no evitaron el descenso de los madrileños a Segunda División B. Finalizada la cesión regresó al Xerez CD, que acababa de ascender a Segunda División. Descartado por el técnico, Bernd Schuster, no jugó un solo partido en toda la primera vuelta, por lo que en enero de 2002 rescindió su contrato con los andaluces y regresó a Galicia para jugar en la SD Compostela, de Segunda B, aunque esa misma campaña lograron el ascenso de Segunda A. 
La temporada 2002/03 ofreció uno de los mejores rendimientos de su carrera, finalizando la campaña como tercer máximo anotador de la liga de Segunda División, con 19 goles, que sirvieron a su equipo para mantenerse en la parte alta de la clasificación. Sin embargo, una vez finalizada la temporada, el Compostela fue descendido administrativamente por los impagos acumulados, por lo que Maikel aceptó una oferta del Terrassa FC para seguir jugando en Segunda. En su primer año con los egarenses fue el máximo goleador del equipo, con 13 tantos. La siguiente campaña marcó siete goles, que no evitaron el descenso a Segunda División B.
A pesar del descenso, Maikel pudo seguir jugando en Segunda gracias a la oferta del CD Tenerife. Permaneció una temporada en el equipo insular y luego se marchó al Lorca Deportiva CF, donde vivió, por cuarta vez en su carrera, un descenso a Segunda División B.
A partir de la temporada 2007/08 empezó su periplo por varios equipo de la categoría de bronce. Tras una campaña en el Benidorm CF, el verano de 2008 fichó por la SD Ciudad de Santiago, club sucesor de la SD Compostela como primer equipo de Santiago de Compostela. Maikel fue el máximo anotador del equipo, con 11 tantos, que permitieron al Ciudad de Santiago lograr la permanencia en la temporada de su debut en Segunda B; sin embargo, como ya viviera en su etapa en el SD Compostela, el club fue descendido administrativamente una vez finalizada la temporada.
Tras pasar una temporada por el CD Lugo, en 2010 fichó por el Montañeros CF.

## Clubes
| Club                                 | País   | Año       |
| ------------------------------------ | ------ | --------- |
| Arousa SC                            | España | 1993      |
| Deportivo de La Coruña Juvenil       | España | 1993−1995 |
| Deportivo de La Coruña B             | España | 1995−1996 |
| RC Deportivo de La Coruña            | España | 1996−1998 |
| CD Toledo                            | España | 1998−1999 |
| Xerez CD                             | España | 1999−2000 |
| Getafe CF                            | España | 2000−2001 |
| Xerez CD                             | España | 2001      |
| SD Compostela                        | España | 2001−2003 |
| Terrassa FC                          | España | 2003−2005 |
| CD Tenerife                          | España | 2005−2006 |
| Lorca Deportiva CF                   | España | 2006−2007 |
| Benidorm CD                          | España | 2007−2008 |
| SD Ciudad de Santiago                | España | 2008−2009 |
| CD Lugo                              | España | 2009−2010 |
| Montañeros CF                        | España | 2010−2011 |
| Pontevedra Club de Fútbol            | España | 2011      |
| Sociedad Deportiva Compostela (2004) | España | 2012      |